# Servet Tazegül
Servet Tazegül, né le 26 septembre 1988 à Nuremberg (Allemagne), est un taekwondoïste turc, champion olympique lors des Jeux Olympiques de Londres 2012. 
Il se révèle en 2008 lors des Championnats d'Europe à Rome en remportant son premier titre majeur, à 19 ans. Quelques mois plus tard aux Jeux Olympiques de Pékin, il termine sur le podium avec une médaille de bronze.

## Palmarès

### Jeux olympiques
- Médaille d'or des Jeux olympiques 2012 à Londres, (Royaume-Uni)
- Médaille de bronze des Jeux olympiques 2008 à Pékin, (Chine)

### Championnats du monde
- Médaille d'or des -68 kg du Championnat du monde 2011 à Gyeongju, (Corée du Sud)
- Médaille d'or des -68 kg du Championnat du monde 2015 à Tcheliabinsk (Russie)
- Médaille de bronze des -68 kg du Championnat du monde 2009 à Copenhague, (Danemark)

### Championnats d'Europe
- Médaille d'or des -68 kg du Championnat d'Europe 2016  à Montreux, (Suisse)
- Médaille d'or des -68 kg du Championnat d'Europe 2014  à Bakou, (Azerbaïdjan)
- Médaille d'or des -68 kg du Championnat d'Europe 2012  à Manchester, (Royaume-Uni)
- Médaille d'or des -68 kg du Championnat d'Europe 2010  à Saint-Pétersbourg, (Russie)
- Médaille d'or des -67 kg du Championnat d'Europe 2008  à Rome, (Italie)